# Slalomeuropamästerskapen i kanotsport 2012
Slalomeuropamästerskapen i kanotsport 2012 anordnades den 9-13 maj i Augsburg, Tyskland. 

## Medaljsummering

### Medaljtabell
| Pl. | Nation         | Guld | Silver | Brons | Totalt |
| --- | -------------- | ---- | ------ | ----- | ------ |
| 1   | Tyskland       | 3    | 4      | 4     | 11     |
| 2   | Frankrike      | 2    | 2      | 1     | 5      |
| 3   | Slovakien      | 1    | 1      | 1     | 3      |
| 3   | Storbritannien | 1    | 1      | 1     | 3      |
| 5   | Tjeckien       | 1    | 1      | 0     | 2      |
| 6   | Italien        | 1    | 0      | 0     | 1      |
| 7   | Slovenien      | 0    | 0      | 1     | 1      |
| 7   | Österrike      | 0    | 0      | 1     | 1      |
|     | Totalt         | 9    | 9      | 9     | 27     |

### Herrar
| Gren    | Guld                                                                                                  | Poäng  | Silver                                                                                              | Poäng  | Brons                                                                                          | Poäng  |
| C-1     | Sideris Tasiadis (GER)                                                                                | 98,80  | Tony Estanguet (FRA)                                                                                | 100,10 | Benjamin Savšek (SLO)                                                                          | 100,55 |
| C-1 lag | Slovakien Michal Martikán Matej Beňuš Alexander Slafkovský                                            | 110,47 | Tyskland Nico Bettge Jan Benzien Sideris Tasiadis                                                   | 111,58 | Frankrike Tony Estanguet Denis Gargaud Chanut Thibaut Vielliard                                | 115,70 |
| C-2     | Tjeckien Jaroslav Volf Ondřej Štěpánek                                                                | 106,02 | Slovakien Pavol Hochschorner Peter Hochschorner                                                     | 106,49 | Tyskland Robert Behling Thomas Becker                                                          | 107,27 |
| C-2 lag | Storbritannien David Florence & Richard Hounslow Tim Baillie & Etienne Stott Adam Burgess & Greg Pitt | 129,38 | Tjeckien Jaroslav Volf & Ondřej Štěpánek Ondřej Karlovský & Jakub Jáně Jonáš Kašpar & Marek Šindler | 132,81 | Tyskland David Schröder & Frank Henze Kai Müller & Kevin Müller Robert Behling & Thomas Becker | 137,38 |
| K-1     | Daniele Molmenti (ITA)                                                                                | 93,20  | Paul Böckelmann (GER)                                                                               | 95,05  | Hannes Aigner (GER)                                                                            | 96,37  |
| K-1 lag | Frankrike Etienne Daille Boris Neveu Bastien Damiens                                                  | 108,35 | Tyskland Hannes Aigner Paul Böckelmann Sebastian Schubert                                           | 109,23 | Österrike Helmut Oblinger Herwig Natmessnig Andreas Langer                                     | 110,29 |

### Damer
| Gren                          | Guld                                                     | Poäng  | Silver                                                | Poäng  | Brons                                                         | Poäng  |
| C-1                           | Mira Louen (GER)                                         | 125,53 | Mallory Franklin (GBR)                                | 130,29 | Michaela Grimm (GER)                                          | 144,09 |
| C-1 lag (inte officiell gren) | Tyskland Michaela Grimm Mira Louen Lena Stöcklin         | 151,02 | Frankrike Caroline Loir Claire Jacquet Oriane Rebours | 153,95 | Storbritannien Mallory Franklin Kimberley Woods Alice Spencer | 170,09 |
| K-1                           | Carole Bouzidi (FRA)                                     | 106,93 | Melanie Pfeifer (GER)                                 | 106,94 | Fiona Pennie (GBR)                                            | 107,02 |
| K-1 lag                       | Tyskland Cindy Pöschel Melanie Pfeifer Jasmin Schornberg | 121,80 | Frankrike Émilie Fer Carole Bouzidi Caroline Loir     | 123,45 | Slovakien Jana Dukátová Elena Kaliská Dana Mann               | 126,39 |